# Valmir Campelo
Antônio Valmir Campelo Bezerra GOMM (Crateús, 22 de outubro de 1944) é um político brasileiro. Pelo Partido Trabalhista Brasileiro (PTB) foi senador pelo Distrito Federal, bem como deputado federal pelo Partido da Frente Liberal (atual UNIÃO). Foi também presidente e ministro do Tribunal de Contas da União (TCU).

## Política
Filho de João Amaro Bezerra e Raimunda Campelo Bezerra é Bacharel em Comunicação Social (1968) pela Universidade de Brasília com especialização em administração pública e desenvolvimento urbano na Alemanha ingressando no serviço público como chefe de gabinete da Fundação do Serviço Social do Distrito Federal em 1971. Dois anos mais tarde exerceu a mesma função junto à Secretaria de Governo e foi presidente interino da Companhia de Desenvolvimento do Planalto Central e a seguir foi administrador regional das regiões administrativas de Brazlândia (1973), Gama (1974-1981) e Taguatinga (1981-1985). Por um breve período foi presidente da Fundação do Serviço Social do Distrito Federal em 1986. O Estádio Bezerrão, em Gama, leva seu nome.
Na primeira eleição direta realizada no Distrito Federal em 1986, elege-se pelo PFL deputado federal, que seria constituinte. Transferindo-se em 1989 para o PTB, legenda do qual foi presidente regional e pela qual viabilizou sua eleição para senador em 1990.
Aliado a Joaquim Roriz foi candidato a governador do Distrito Federal em 1994, contudo foi derrotado pelo então petista Cristovam Buarque em segundo turno. 
Retornou a sua atividade parlamentar até 1997, quando foi indicado pelo Senado Federal ao cargo de ministro do Tribunal de Contas da União, em substituição ao aposentado Paulo Afonso Martins de Oliveira. Sua renúncia ao Senado efetivou seu primeiro suplente, o publicitário Leonel Paiva. 
Admitido em 1996 à Ordem do Mérito Militar no grau de Comendador especial pelo presidente Fernando Henrique Cardoso, Campelo foi promovido em março de 2003 pelo presidente Luiz Inácio Lula da Silva ao grau de Grande-Oficial.
Presidiu a corte entre 2003 e 2004 e aposentou-se da corte em 7 de abril de 2014.